# Jozef Bielek
Jozef Bielek (16. ledna 1919 – 29. března 1997) byl slovenský fotbalový útočník a trenér. Po skončení aktivní kariéry působil na regionální úrovni jako rozhodčí.

## Fotbalová kariéra
V československé lize hrál za ŠK/Slovena Žilina a dal 36 ligových gólů. Na podzim 1945 byl v Žilině hrajícím trenérem. Za reprezentaci Slovenského státu nastoupil v 8 utkáních. V československé a slovenské lize nastoupil celkem ve 182 utkáních a dal 79 gólů.

## Ligová bilance
| Ročník                                     | Zápasy | Góly | Klub           |
| ------------------------------------------ | ------ | ---- | -------------- |
| Státní liga 1945/46                        | -      | 15   | ŠK Žilina      |
| Státní liga 1946/47                        | -      | 15   | ŠK Žilina      |
| Státní liga 1947/48                        | -      | 4    | Slovena Žilina |
| Státní liga 1948                           | -      | 0    | Slovena Žilina |
| Celostátní československé mistrovství 1949 | -      | 2    | Slovena Žilina |
| CELKEM                                     | -      | 36   |                |